# Softcore Jukebox
Softcore Jukebox är ett samlingsalbum sammanställt av den brittiska musikgruppen Ladytrons medlemmar, och visar upp flera olika musikgenrer från rock till triphop. Albumet gavs ut den 7 oktober 2003 på Emperor Norton Records. Det innehåller även två låtar framförda av Ladytron – Blue Jeans 2.0 (en remix) och en cover av Tweets Oops Oh My. Skivomslaget är troligtvis en hyllning till albumet Country Life av Roxy Music.
Albumet hamnade på plats 24 på Dance/Electronic Albums-listan i USA.

## Låtlista
1. Soon – My Bloody Valentine
2. Hit the North, Part 1 – The Fall
3. What's a Girl to Do – Cristina
4. Peng – Dondolo
5. The 15th – Wire
6. Blue Jeans 2.0 – Ladytron
7. Saviour Piece – Snap Ant
8. Big – New Fast Automatic Daffodils
9. Feel Good Hit of the Fall – !!!
10. Teenage Daughter – Fat Truckers
11. Hey Mami (Sharaz Mix) – Fannypack
12. Manila (Headman Remix) – Seelenluft
13. You Got the Love – The Source/Candi Staton
14. Crazy Girls – Codec and Flexor
15. Oops Oh My – Ladytron
16. Send Me a Postcard – Shocking Blue
17. Twins – Pop Levi
18. Some Velvet Morning – Lee Hazlewood och Nancy Sinatra